# NGC 6077
NGC 6077 é uma galáxia elíptica (E) localizada na direcção da constelação de Corona Borealis. Possui uma declinação de +26° 55' 26" e uma ascensão recta de 16 horas, 11 minutos e 14,0 segundos.
A galáxia NGC 6077 foi descoberta em 24 de Junho de 1864 por Albert Marth.